# サンデー@ステーション アサBAN!
『サンデー@ステーション アサBAN!』（さんでーすてーしょん あさばん）は、BS-TBSで2012年4月15日から同年9月30日まで毎週日曜日9:30 - 9:50（JST）に放送されていた情報バラエティ番組。全25回。

## 概要
同局で2011年4月から1年間放送された情報エンタテインメント番組『ウレスジ!』の後継番組。番組内容は前作とほぼ同じで、今作ではニュース番組の形式で様々なトレンド情報を紹介していく。番組司会に当たる“アサBAN!キャスター”を担当するのは、半田あいとセバスチャン・ヘイシー（声の出演：U字工事）の2人。半田は前番組に引き続いての出演となる。
スタジオセットに3DCGがリアルタイム合成されたヴァーチャルスタジオを使用。
番組内容
- 第16回（2012年7月29日）は、スタジオゲストにU字工事の福田が登場。スペシャル企画としてCGキャラのセバスチャンと“癒しの栃木漫才”を行なった。メイキング場面では相方の益子がセバスチャン役をアテレコする様子が紹介された。

## 出演
司会（アサBAN！キャスター）
- セバスチャン・ヘイシー（声：U字工事）
  - 栃木をこよなく愛するイギリス出身の男性（3DCGキャラクター）。
  - 毎回、U字工事（福田・益子）のどちらかが声を担当。
  - 好きな食べ物は餃子ととちおとめ、頭頂部が薄いのが悩み、スティーブ・タイラーという従兄弟がいる、などの設定がある。
  - 前述の通りCGであるがスタジオを飛び出してロケリポーターをすることもある（#6ほか）。
  - 目を閉じて5つ数えると巨大化することができる（#15）。ただし、いったん大きくなるとなかなか元に戻せない。また、逆に小さくなることもできる（#17）。
  - 第10回（2012年6月17日）の「セバスチャンへの質問コーナー」で、セバスチャンは10種類以上ある基本動作の組み合わせで動かされていること、TVゲームのようなコントローラーで誰でも簡単に操作できるが、ゲームが得意そうだという理由でU字工事の後輩芸人ハイスパットの二階堂透が操作を担当していることが明かされた[3]。

- 半田あい

VTRリポーター
- ふとっちょ☆カウボーイ（#6/2012年5月20日）
- 井上英里香（#15/2012年7月22日）

スタジオゲスト
- ユン・テユン（#5/2012年5月13日）
- 福田薫（#16,17/2012年7月29日・8月5日）
- 益子卓郎（#17/2012年8月5日）
- キム・ヒョンジュン（#18/2012年8月12日）

CGキャラクター
- ニカイドー・ヘイシー（声：ハイスパット 二階堂透）

セバスチャン・ヘイシーの後輩。お盆休みでイギリスへ里帰り中のセバスチャンに代わりMCを務めた（#18-21）。東京都北区十条出身。愛称はニカちゃん。操作は二階堂の相方の高橋洋平と、同じ事務所の芸人ポテトスターのはるまき垣太郎が交互に担当。
- キャシー（声：半田あい）

「私もGGキャラクターになりたい」という半田の願いを受けて登場した女性キャラ（#24）。番組中盤から本人に代わってスタジオMC席でMCを務める。その間は隣席で二階堂（ハイスパット）が顔出し出演してMCを担当した。前述の初期設定では、ロサンゼルスの地元ニュース番組「サムライ・ナウ」のキャスターで同僚のスティーブに惹かれていく、となっている。
- ピッコロール小結くん（声：ポテトスター はるまき垣太朗 ※デジタル加工処理）

トイレットペーパーとお相撲さんをモチーフにしたCGキャラクター。セバスチャンの後ろのCGセットから気が向いたときにだけ出てくれる隠れキャラ。第11回の質問コーナーで初めてその存在が紹介された。外観は体長がこぶし大、トイレットペーパーの胴体から手足を生やした禿げ頭にちょび髭のおじさん。最終回では「はるまき、はるまき」と初めて声を発した。
- スティーブ・タイラー（声：U字工事 福田薫）

セバスチャンの従兄弟。「サムライナウ」の新人アナウンサー。

## コーナー
アサBAN！トピックス
映画・イベントなどの最新エンタメ情報やBS-TBSの注目番組をVTRを交えて紹介。番組前半・後半の2回に分けて放送。
アサBAN！ミュージックニュース
注目の音楽ニュースを紹介。毎回1組のミュージシャンが登場。最新リリース作品をコメントVTRやMV（歌詞入り）と合わせて紹介する。
アサBAN！スター名鑑DX
ゲストインタビューのコーナー。
セバスチャンに質問
視聴者からセバスチャン・ヘイシーへの質問を募集。寄せられた様々な質問にセバスチャンが答えていく。第2回から開始。当初は質問が集まらず、子どものいる番組スタッフに無理やり質問を考えてもらったり（#4）、出演者の身内に協力してもらうなどしていた。
アサBAN!スペシャル企画

## エンディング曲
マンスリープッシュ
- 4月 氣志團「日本人」
- 5月 GILLE 「春夏秋冬(English Ver.)」
- 6月 C&K  「ジャパンパン〜日本全国地元化計画〜」
- 7月 SALU 「I GOTTA GO」
- 8月 isis⁺ 「恋花火」
- 9月 吉木りさ 「ボカロがライバル☆」

## スタッフ
- ナレーター：小川はるか
- 構成：ゴージャス染谷
- 協力：STUDIO 38
- 音楽協力：日音、仲安貴彦
- CG製作：OXYBOT 長崎悠
- セバスチャン操作：二階堂透（ハイスパット）[5]
- ディレクター：神田陽介
- 演出：石塚郁洋
- プロデューサー：鈴木昌利、澤田浩一（BS-TBS）
- 制作協力：Show-tv
- 製作著作：BS-TBS

## 関連番組
- ウレスジ! - 前身番組
- サキドリ! - 後継番組